# Fettstoffwechsel
Unter Fettstoffwechsel (oder Lipidstoffwechsel) wird zum einen die Zerlegung von Nahrungsfetten im Verdauungstrakt mitsamt dem Transport zu den Körperzellen sowie zum anderen die Verwertung von Fetten im Stoffwechsel der Körperzellen selbst verstanden. Bei der Verwertung von Fetten und seinen Bestandteilen steht zumeist der Abbau zum Zwecke der Energiegewinnung in Vordergrund. Daneben ist aber auch der Um- und Aufbau von Fettbestandteilen zu Vitaminen, zu Bausteinen der Zellmembranen, zu Hormonen und weiteren Stoffen bedeutsam.
Die Lehre vom Fettstoffwechsel wird als Lipidologie bezeichnet, der entsprechende Mediziner als Lipidologe.

## Fettverdauung
Bei der Verdauung werden Fette (Lipide) und fettähnliche Substanzen (Lipoide) durch die Magenmotorik emulgiert und teilweise bereits (durch Magenlipase) zerlegt. Dieses setzt sich im Darm fort, bis schließlich durch den Gallensaft kleinste Fetttröpfchen gebildet werden.
Durch die Nahrung nehmen wir folgende Lipide auf:
- Triglyceride (pflanzliche Öle, tierische Fette etc.)
- Cholesterin (Eier, Fleisch etc.)
- Fettsäuren unterschiedlicher Größe (Kettenlänge des Moleküls) und Sättigung (gesättigte oder ungesättigte Fettsäuren).

Näheres zu diesem Thema siehe den Spezialartikel Fettverdauung.

## Transport
Die bei der Verdauung freigesetzten Lipide werden zum einen direkt ins Blut aufgenommen, zum anderen gelangen sie indirekt über den Ductus thoracicus in das venöse Blut. Im Blut können Lipide dann mit Hilfe von Lipoproteinen transportiert werden.
Insgesamt ca. 80 % der aus der Verdauung stammenden Triglyceride werden vom Muskel- und Fettgewebe aufgenommen. Dies geschieht durch Abspaltung freier Fettsäuren von Triglyceriden mittels des endothelständigen Enzyms Lipoproteinlipase, das durch ein bestimmtes Apolipoprotein (ApoCII) aktiviert wird.

## Stoffwechselwege

### Unterscheidungsgesichtspunkte
Als Gesichtspunkte zur Unterscheidung der Fettstoffwechselprozesse können dienen
- die Funktion der Fette und fettähnlichen Substanzen, im folgenden Lipide genannt;
- die Richtung der Stoffumwandlung, unterschieden nach aufbauenden (anabolen) und abbauenden (katabolen) Vorgängen, in denen die (teilweise) abgebauten Lipide als Synthesevorstufen für andere Substrate dienen.

Da eine der bedeutendsten Funktionen von Fetten, die des Energielieferanten, gleichzeitig den wichtigsten katabolen Vorgang ausmacht und der Aufbau zu Zellmembranen, Hormonen usw. anabol ist, bietet sich die Gliederung nach funktionalen Gesichtspunkten am ehesten an.

### Funktionen von Lipiden
Die wichtigsten Funktionen von Lipiden sind
- Energiespeicher des Organismus für die meisten Energie erfordernden Vorgänge;
- Strukturbausteine: als Lipiddoppelschichten bilden sie die Grundstruktur aller zellulären Membranen;
- Synthesevorstufe einer Vielzahl biologisch aktiver Verbindungen, die als Hormone oder hormonähnlich wirkende Substanzen dienen.

### Energiestoffwechsel
In Bezug auf die Energiebereitstellung für körperliche Arbeit sowie – eingeschränkt – für strukturerhaltende energieaufwendige Vorgänge und Ionentransporte haben die Triglyceride eine erhebliche Bedeutung. In Zusammenhang mit dieser energieliefernden Funktion haben sie überragende Bedeutung als Massenspeicher für Energie. Hierzu können auch andere Substrate, vor allem Kohlenhydrate, in Fett umgewandelt werden.
Um die den Triglyceriden innewohnende Energie freizusetzen, müssen sie zunächst weiter aufgespalten werden. Die fettigen Ester-Verbindungen werden hierbei durch Lipasen zerlegt, im Falle der Triglyceride durch pankreatische Triacylglycerasen. Nachdem diese tätig waren, ergibt sich ein Gemisch aus Fettsäuren, Glycerin und Monoacylglycerinen. Mit Gallensäuren können nun im intestinalen Lumen Micellen gebildet werden, die von den Mucosazellen v. a. des Duodenums aufgenommen werden.
Erst nach dieser Zerlegung und Passage des Darmendothels können die Triglyceride resynthetisiert und „verpackt“ in Chylomikronen in die Lymphe sezerniert werden, von wo sie über den Ductus thoracicus ins Blut gelangen.
Außerdem können Triglyceride und Cholesterin in der Leber auch aus z. B. Glucose synthetisiert werden.
Bevor Triglyceride in den Zellen Energie freisetzen können, müssen sie wiederum von Lipasen
- aus ihren Transport-„Paketen“, den Chylomikronen, „befreit“
- sowie erneut in Glycerin und Fettsäuren gespalten werden.

Die wichtigste Funktion nimmt dabei die hormonsensitive Lipase (HSL) wahr, die schrittweise Fettsäuren durch Hydrolyse vom Glycerin abspaltet. Zur weiteren Verarbeitung müssen die Fettsäuren in die Mitochondrien transportiert werden. Mitochondrien sind die Kraftwerke einer Zelle, denn in ihnen werden die Fettsäuren in Energie umgewandelt. L-Carnitin bindet beim Energiestoffwechsel langkettige Fettsäuren, die beim Fettabbau entstehen, an sich und transportiert sie in die Mitochondrien. Die Bindung und Trennung erfolgt mithilfe von Carnitin-Acyltransferasen an der Mitochondrienmembran. Den eigentlichen Membrantransport besorgt der Carnitin-Acylcarnitin-Transporter.
Im Mitochondrium müssen die Fettsäuren zunächst aktiviert werden, bevor sie schließlich auf dem Wege der β-Oxidation zu Acetyl-CoA zerlegt und in den Citratzyklus eingeschleust werden können. Hierzu werden die Fettsäuren mit der Summenformel CH3–(CH2)n–COOH in zwei Schritten zum Thioester CH3–(CH2)n–CO–S–CoA verestert.

#### β-Oxidation
Als β-Oxidation bezeichnet man die Reaktion am β-C-Atom der Fettsäure, also am insgesamt 3. C-Atom, wenn man von der Seite zählt, an der die Carboxygruppe steht (das C-Atom der Carboxygruppe wird bei dieser Zählweise nicht mitgezählt, da es kein Stereozentrum ist).
Der Abbau der Fettsäuren erfolgt schrittweise. Dies geschieht in einer sich wiederholenden Abfolge von 4 Einzelreaktionen.
Die Reaktionen finden in der Mitochondrienmatrix statt. Langkettige Fettsäuren können nicht selbständig vom Cytoplasma durch die Mitochondrienmembranen diffundieren und werden daher an Carnitin gebunden, in Form von Acyl-Carnitin, dorthin transportiert.
Näheres zu diesem Thema siehe den Spezialartikel β-Oxidation.
Im Ergebnis der β-Oxidation können die Acetyl-CoA-Moleküle in den Citratzyklus eingeschleust und der sogenannten Endoxidation zugeführt werden, d. h. unter Sauerstoff-Verbrauch wird die gesamte freisetzbare Energie in ATP bzw. GTP umgesetzt und steht damit dem Körper, bspw. der Muskelzelle als kurzfristig verwertbare Energie zur Verfügung.

#### Synthese der Lipide und Lipoproteine
Werden die bei der Glykolyse anfallenden Acetyl-CoA-Moleküle nicht anderweitig verbraucht, können damit Fettreserven angelegt werden. Diese sind überall im Körper anzutreffen, als Lipoproteine im Blut, oder als Lipide in den jeweiligen Zellen oder spezialisierten Fettzellen. Bei Überschuss von Acetyl-CoA und unter Nahrungskarenz können auch Ketonkörper gebildet werden, die nach einer Anpassungsphase als Energieträger für das Gehirn fungieren können.
Nach dem Aufbau der Fettsäuren (siehe Fettsäuresynthese) werden sie in Triglyceriden zu dritt zusammengeführt. Danach erfolgt der Einbau in die Lipoproteine (siehe dort).

### Aufbau von Zellmembranen
Siehe hierzu den Hauptartikel Zellmembran.

### Steroid- und andere Hormone
Siehe hierzu den Hauptartikel Steroidhormon.

## Krankheiten des Fettstoffwechsels
Zu den Krankheiten des Fettstoffwechsels gehören unter anderem Morbus Gaucher, Niemann-Pick-Krankheit, Tay-Sachs-Syndrom, Xanthom und Hypercholesterinämie.